# 周蓮香
周蓮香（1956年—），曾任第13屆中華民國考試委員，曾是國立臺灣大學生態學與演化生物學研究所教授。因長期投入生態保育領域，專注於鯨豚的研究和保育，故被稱為「鯨豚媽媽」。1996年成立「中華鯨豚處理組織網」（Taiwan Cetacean Stranding Network.TCSN），1998年10月17日創立中華鯨豚協會，是亞太地區第一個鯨豚保育協會。
環保團體指稱，曾在國光石化開發案中，在環評會議上提出建議開發單位訓練白海豚轉彎，被喻為是「白海豚轉彎」的始作俑者。

## 外部連結
- 中華鯨豚協會網站 （页面存档备份，存于）
- 中華鯨豚協會Facebook官方粉絲專頁 （页面存档备份，存于）
- 中華鯨豚協會YouTube頻道 （页面存档备份，存于）